# Ken Norton
Kenneth Howard "Ken" Norton, född 9 augusti 1943 i Jacksonville, Illinois, död 18 september 2013 i Bullhead City, Arizona, var en amerikansk professionell boxare som under en kort period 1978 var världsmästare i tungvikt. 

## Boxningskarriär
Som andre man i historien besegrade Norton Muhammad Ali men förlorade sedan två returmöten genom ifrågasatta poängförluster, varpå några kritiker menade att Norton borde fått segern i samtliga möten. I likhet med den förste (Joe Frazier) som besegrade Ali, tränades Norton av Eddie Futch.
Norton utsågs i mars 1978 till världsmästare av organisationen WBC då den nye mästaren Leon Spinks istället för att möta Norton skrivit att avtal om en returmatch med Ali. Norton förlorade dock sin titel bara några månader senare i en match mot Larry Holmes. Därmed blev Norton den förste tungviktsvärldsmästaren som aldrig vunnit en titelmatch.

## Utanför ringen
I februari 1986 råkade Norton ut för en svår bilolycka och var under en period förlamad och kunde inte tala. 
Norton avled den 18 september 2013.

### Webbsidor
- Norton på Boxrec